# Closius–Hiemesch–Giesel-házak
A Closius–Hiemesch–Giesel-házak egy három házból álló épületegyüttes Brassó főterének déli részén, az úgynevezett Virágsoron. Számos generáción keresztül gazdag szász patricius-családok rezidenciája volt. A Closius-házban jelenleg múzeum, a Hiemesch–Giesel ház földszintjén könyvesbolt van. Az épületegyüttes a romániai műemlékek jegyzékében a BV-II-m-A-11574 sorszámon szerepel.

## Történetük
Régészeti feltárások megerősítették, hogy a telek legkorábbi épületei a 14. század elejéről származtak. Ekkor három földszintes épület volt ezen a helyen, melyeket keskeny belső udvarok választottak el. 1566-ban a három házat újjáépítették, homlokzataikat 2 méterrel előrébbhozták és egy emeletet húztak rájuk; az építés dátumáról egy kő ablakkeretre felvésett dátum tanúskodik. Az 1689-es tűzvész után ismét újjáépítették őket. A földszinten a középkori házakra jellemző, boltíves portikuszok voltak, ahol a kereskedők portékáikat árulták. A 19. század elején átépítették, jelenlegi formájukat 1835-ben nyerték el.
A házak kétszintesek, pincével, földszinttel, emelettel, és manzárddal. A pince falai habarccsal rögzített terméskőből, a földszint és az emelet vegyesen kőből és téglából épült. A családok az emeleten laktak, a földszinten üzlethelyiségek kaptak helyet, a pincében pedig a kereskedők áruit tárolták. A földszinti helyiségeket reneszánsz, az emeletieket klasszicizáló szekkók díszítik. A reneszánsz falfestés legrégebbi rétegei a 16. századból származnak; a 18. századig többször átfestették. Művészettörténészek szerint Románia területén ez a legnagyobb, lakóházban feltárt festett falfelület.
1948-ban a házakat államosították. Az emeleteket kis lakásokra osztották fel és bérlőknek adták ki, a földszinten üzletek működtek. A kommunizmus bukása után az épületek visszakerültek eredeti tulajdonosaikhoz. A romos, elhanyagolt épületegyüttest 1991–2011 között felújították, különös gondot fordítva a falfestményekre.

### A Closius-ház
A 15. szám alatti ház a 19. század végéig a brassói Closius (a 17. századig Closseiler) család tulajdona volt, melynek nevesebb tagjai:
- Martin Closius (1686–1752) városbíró, városi tanácsos, elöljáró
- Martin Gottfried Closius (1715–1770) városi tanácsos, jegyző
- Stephan Closius (1717–1781) városi tanácsos és orvos; a Fekete templom újjáépítésének támogatója
- Martin Traugott Closius (1744–1789) lelkész, a Fekete templom fődiakónusa, a gimnázium igazgatója
- Georg Stefan Friedrich Closius (1758–1818) földbérlő, gondnok; utódjaira 124 369 forintnyi vagyont hagyott
- Stefan Friedrich von Closius (1795–1873) városi tanácsos, levéltáros

1873-ban a Closius család kihalt, a házat a korábbi bérlő, Dimitrie Eremias (1817–1887) román kereskedő örökölte, és az 1948-as államosításig az ő leszármazottjai birtokolták. 2009-ben visszaszolgáltatták az eredeti tulajdonosoknak, akik eladták a házat a megyei önkormányzatnak. 2009-ben itt nyílt meg a városi civilizáció múzeuma.

### Az Albrich-Hiemesch-Giesel-ház
A 16. szám alatti két ház többször cserélt tulajdonost. A 18. század végéig a középső az Albrich, a Honterus-udvar felőli ház a Hiemesch családé volt (ugyanezért az épületegyüttest Closius–Albrich–Hiemesch-házaknak is nevezik). A két ház idővel összeépült, és 1777-től mindkettőt Hiemesch birtokolta. 1824-ben a Giesel család, 1872-ben a Trautsch és a Plecker von Pleckersfeld családok, 1905-től a Czeides-alapítvány és az evangélikus egyház tulajdonába került.
Az Albrich család neves tagja volt Martin Albrich (1630–1694) gimnáziumi rektor és Johann Albrich (1687–1749) orvos, a Hiemesch családé pedig Franz Hiemesch (1849–1911) polgármester.
Az egyik földszinti helyiség falfestménye középkori kikötővárost ábrázol, így feltételezik, hogy távoli országokból származó, ritka áruk boltja működött itt. 2013-ban az épület földszintjén megnyílt a Humanitas könyvesbolt.

## Képek

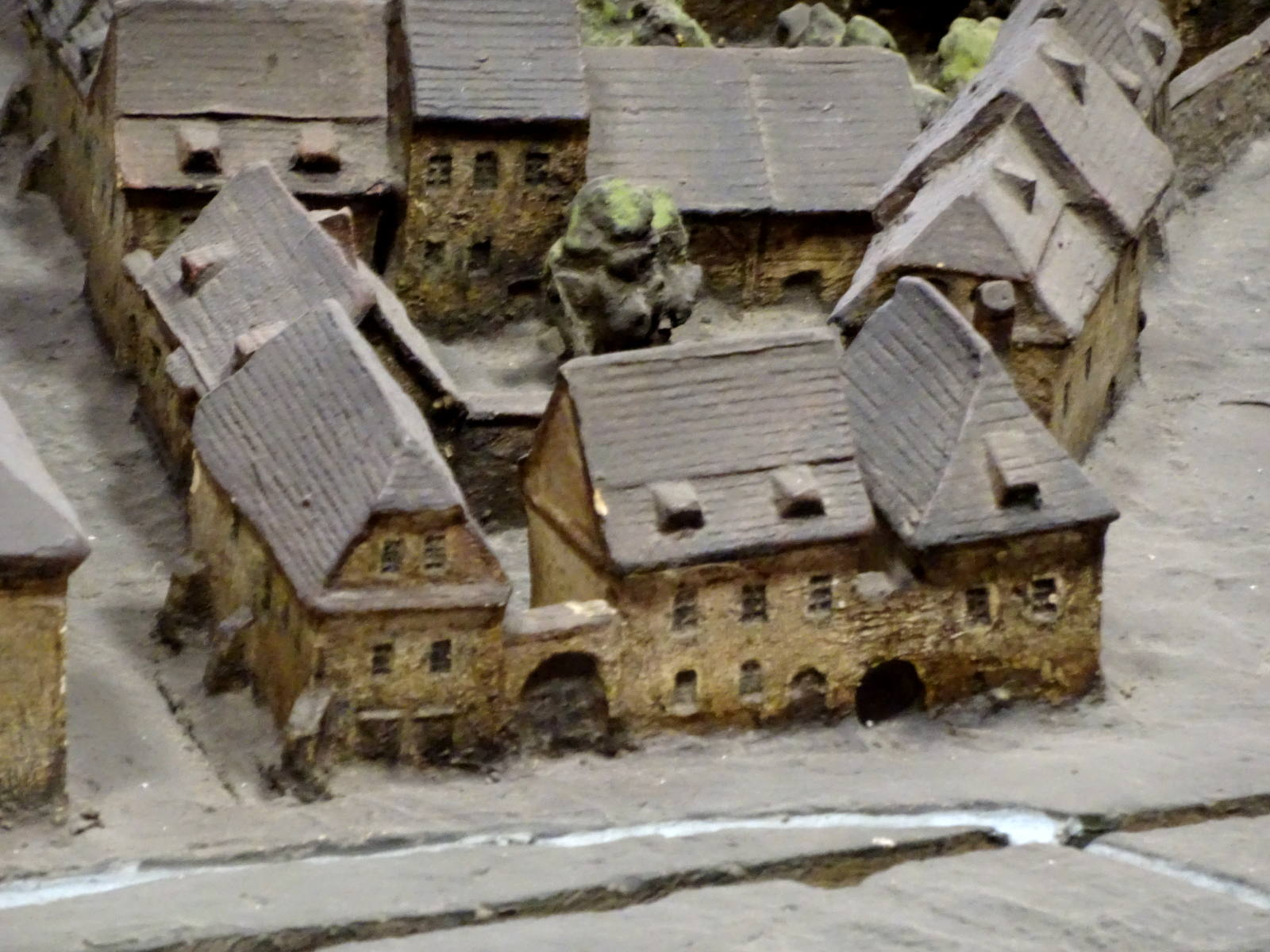
A 17. században
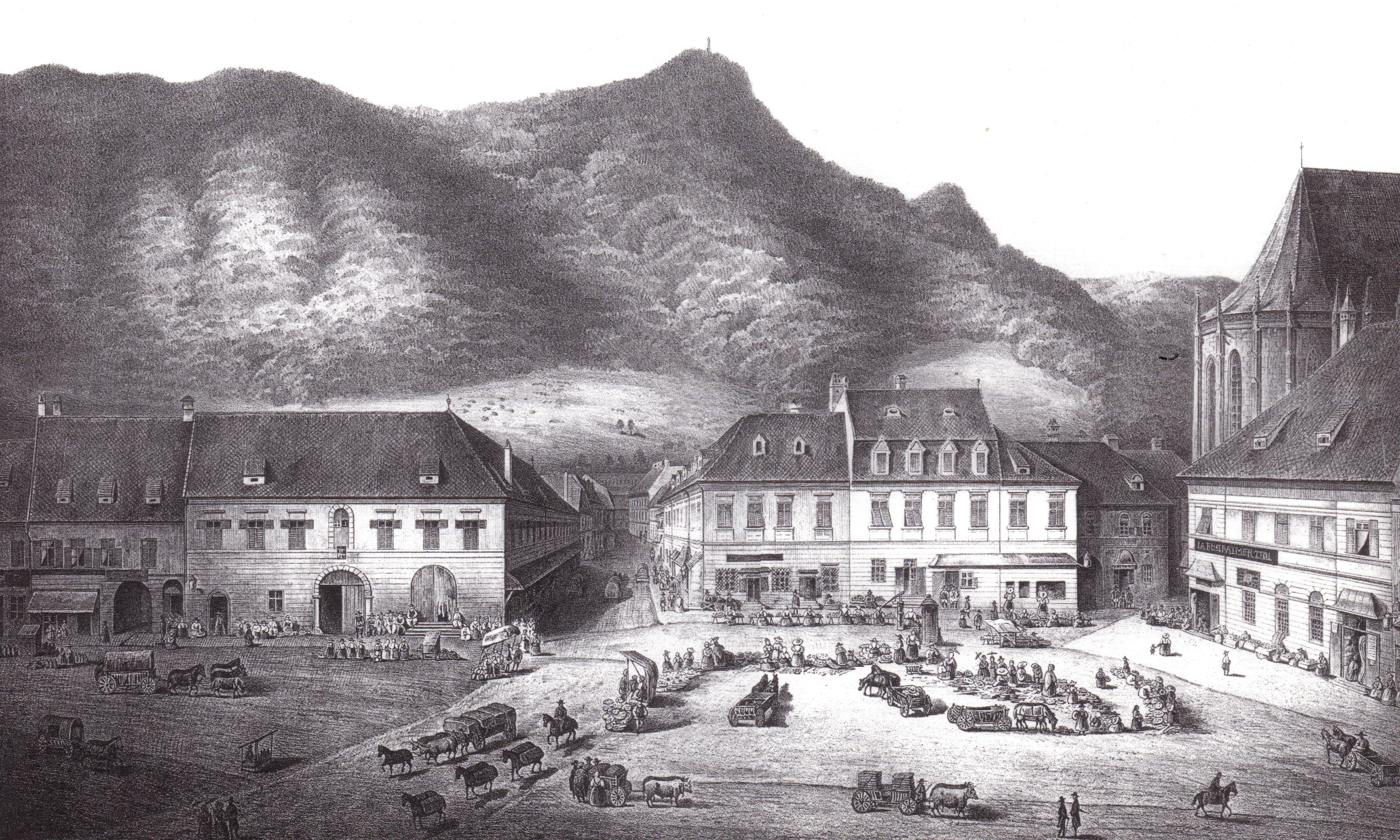
1848-ban
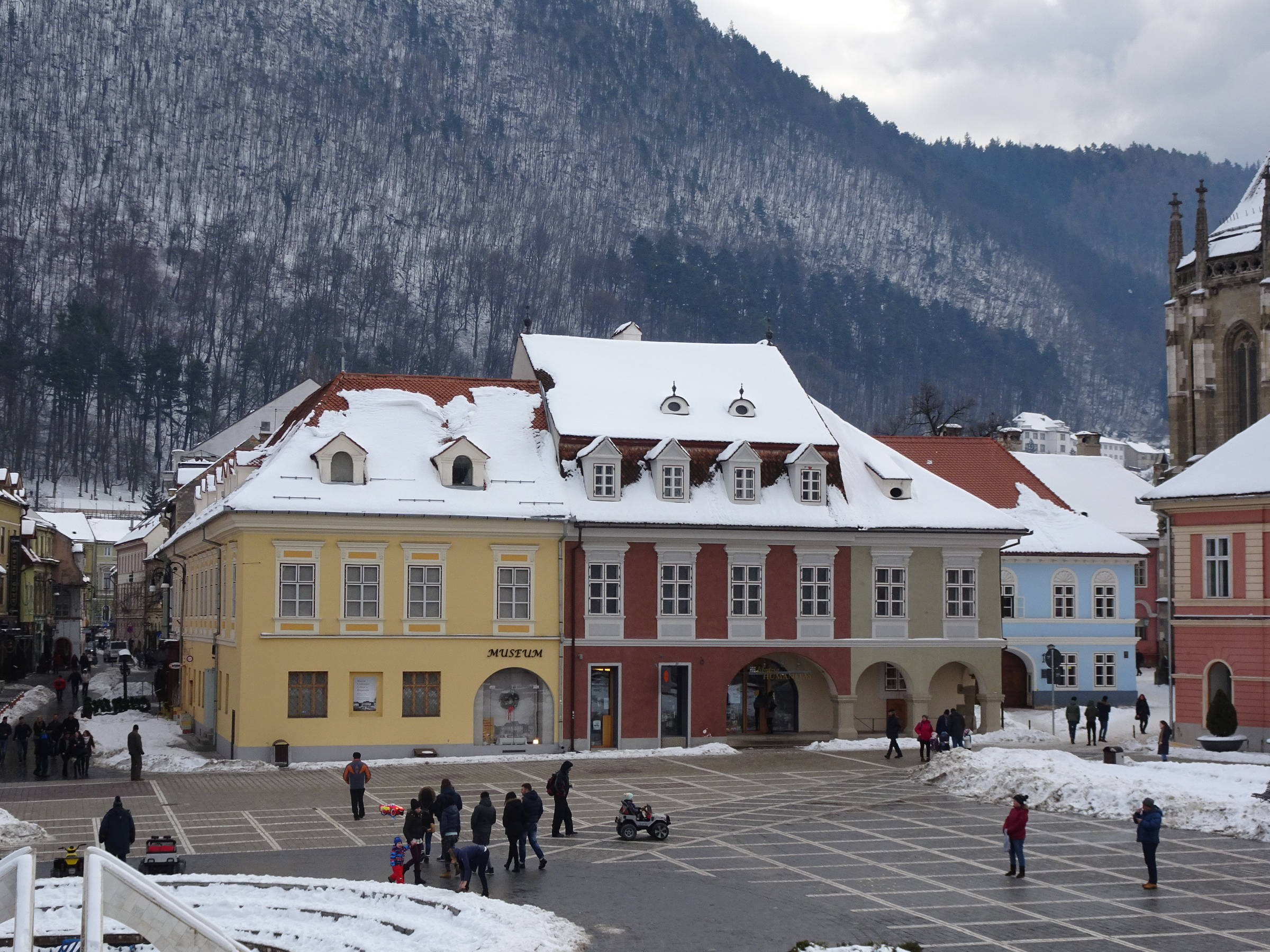
2017-ben
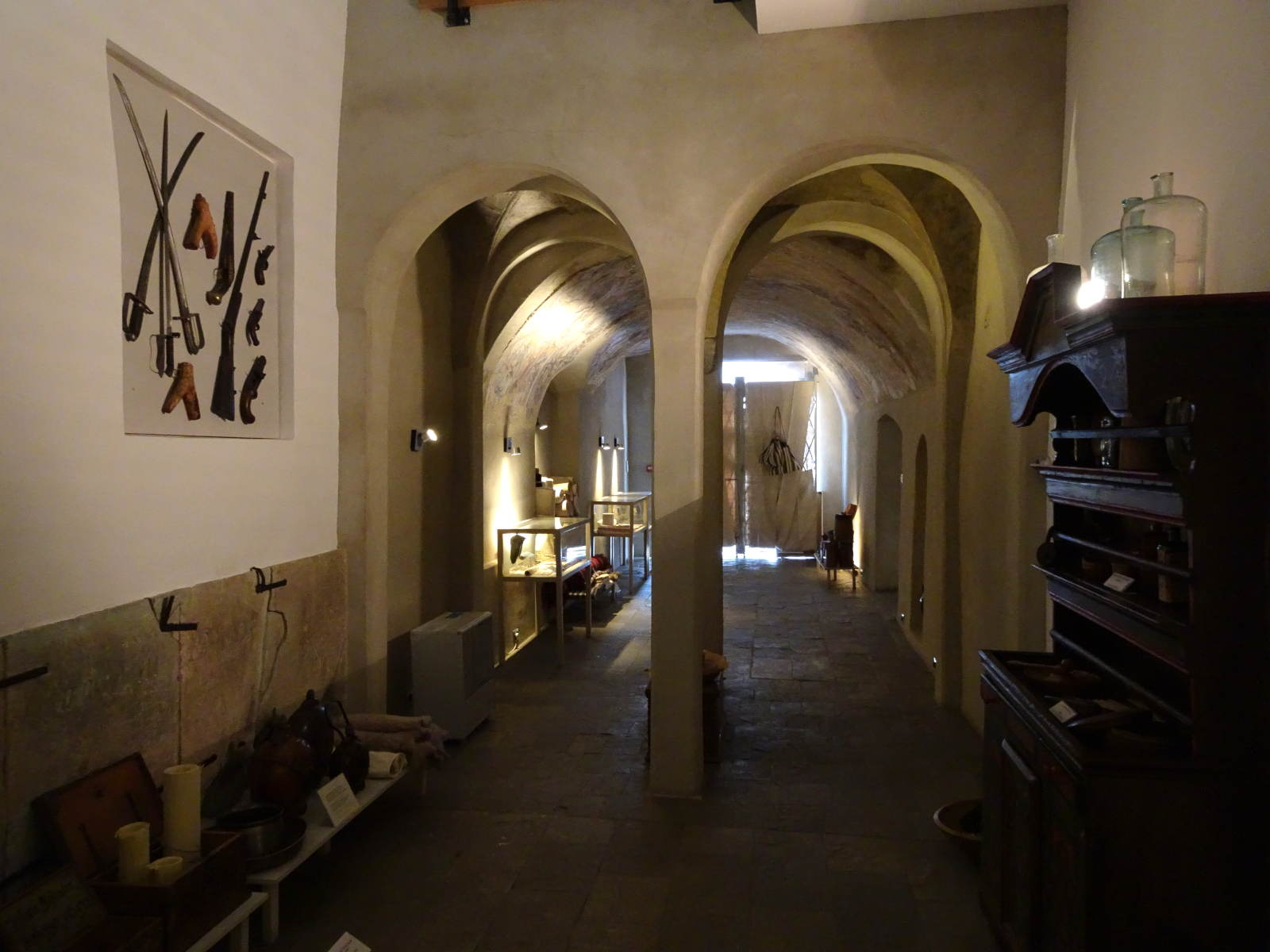
A múzeumnak berendezett Closius-ház
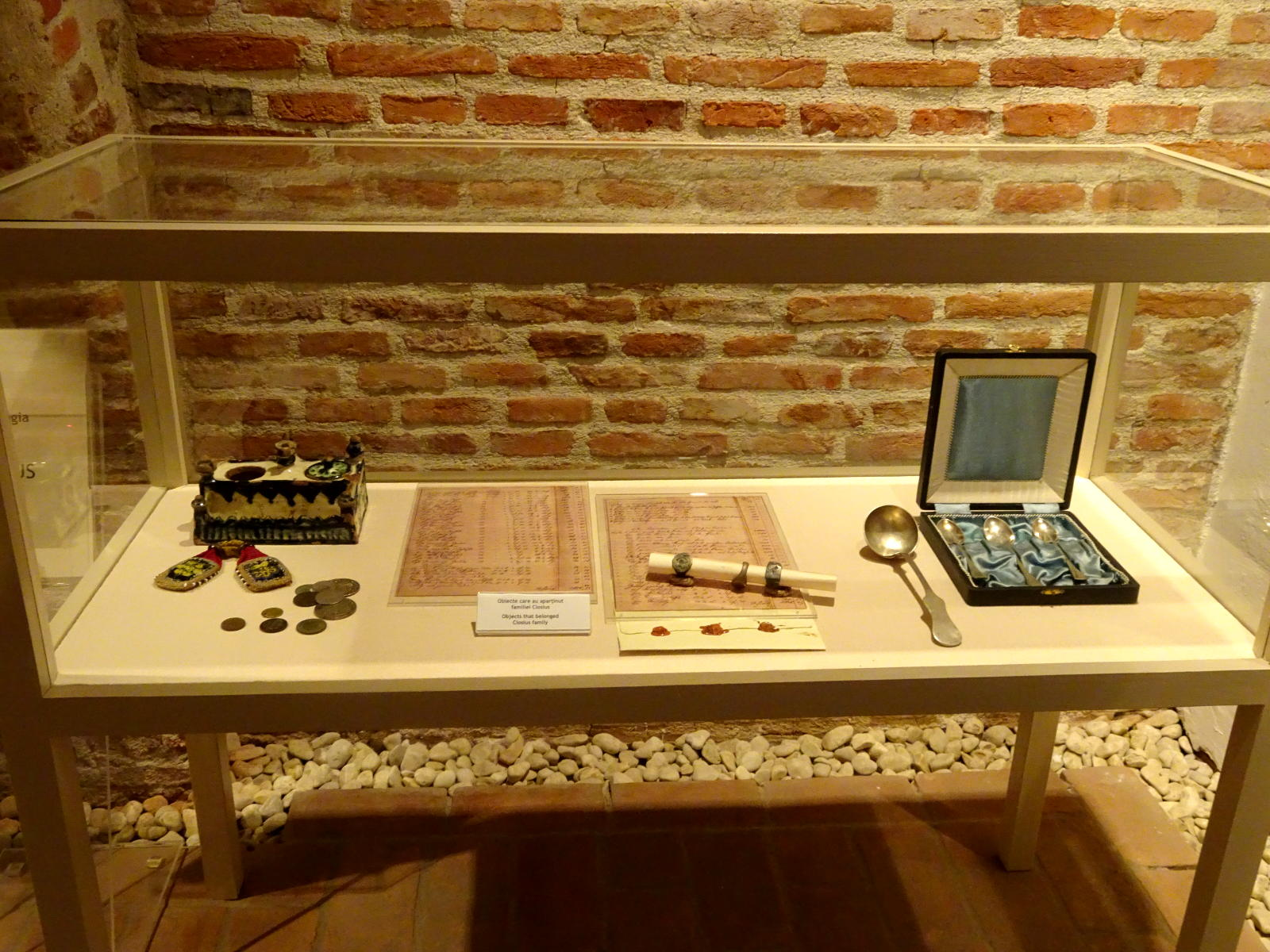
A Closius család személyes tárgyai
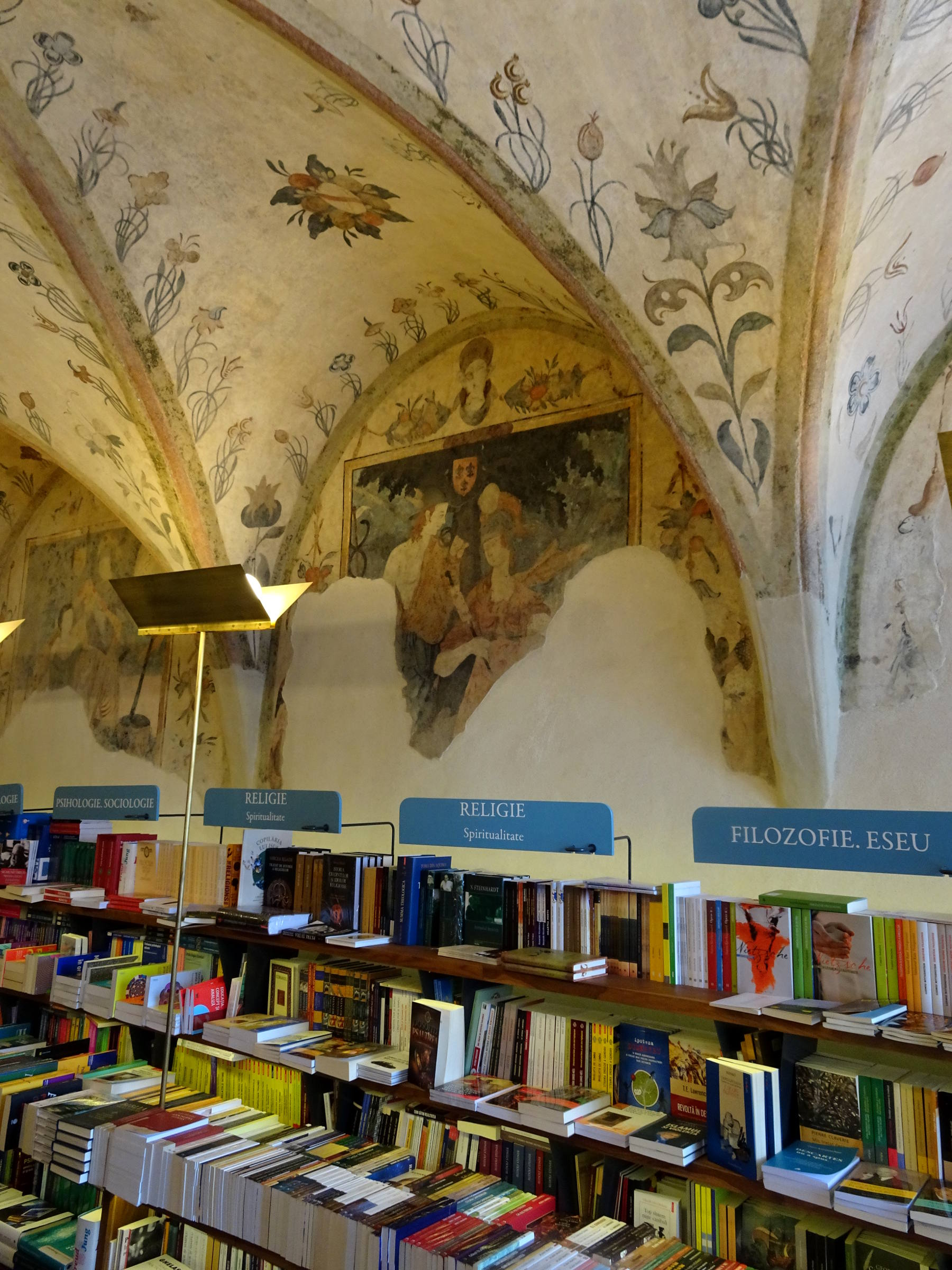
Könyvesbolt a Hiemesch–Giesel-házban
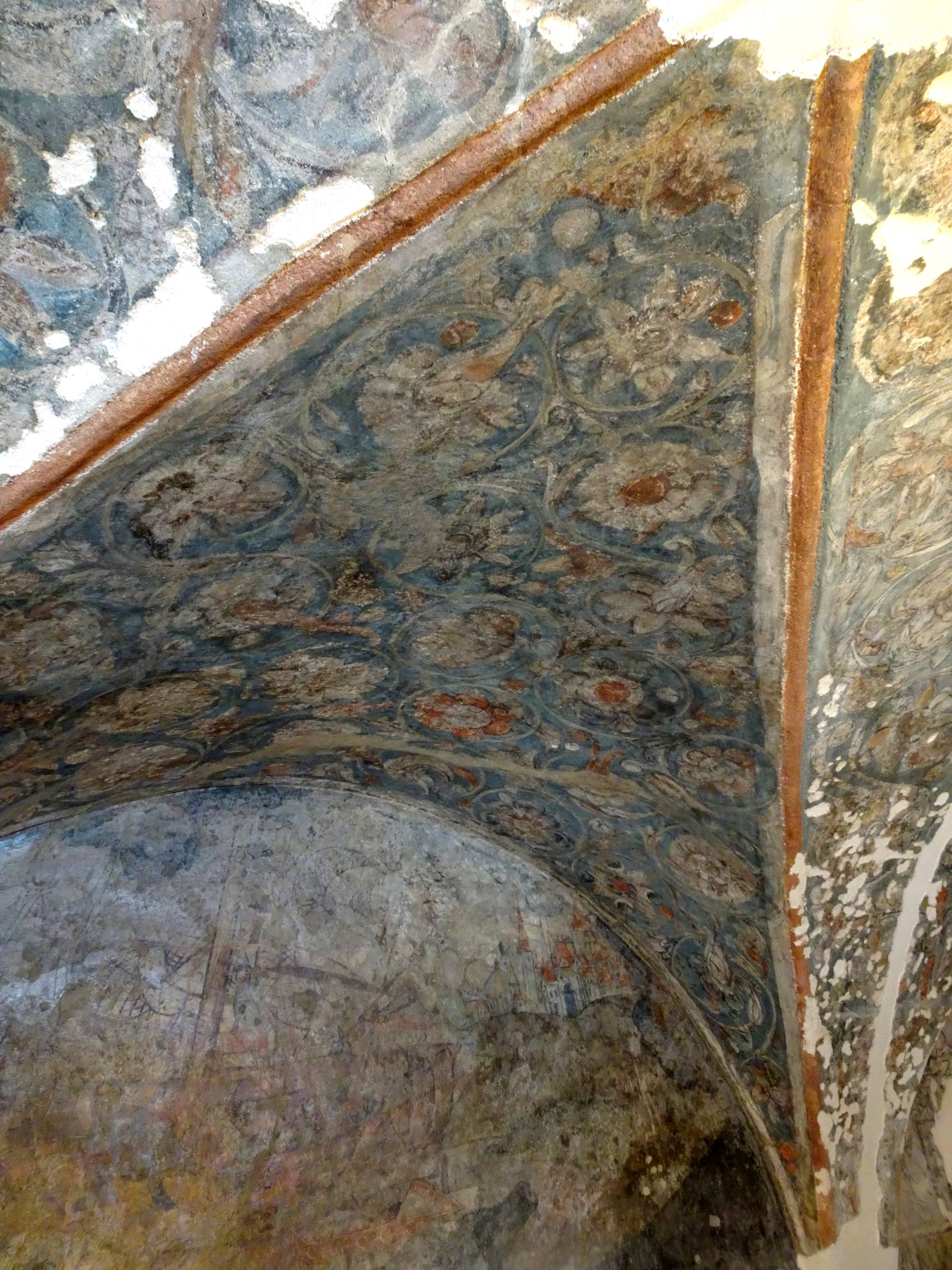
Falfestmény: középkori kikötőváros